# Klášter Einsiedeln
Klášter Einsiedeln je benediktinské územní opatství ve švýcarské obci Einsiedeln, v kantonu Schwyz.

## Klášter Einsiedeln

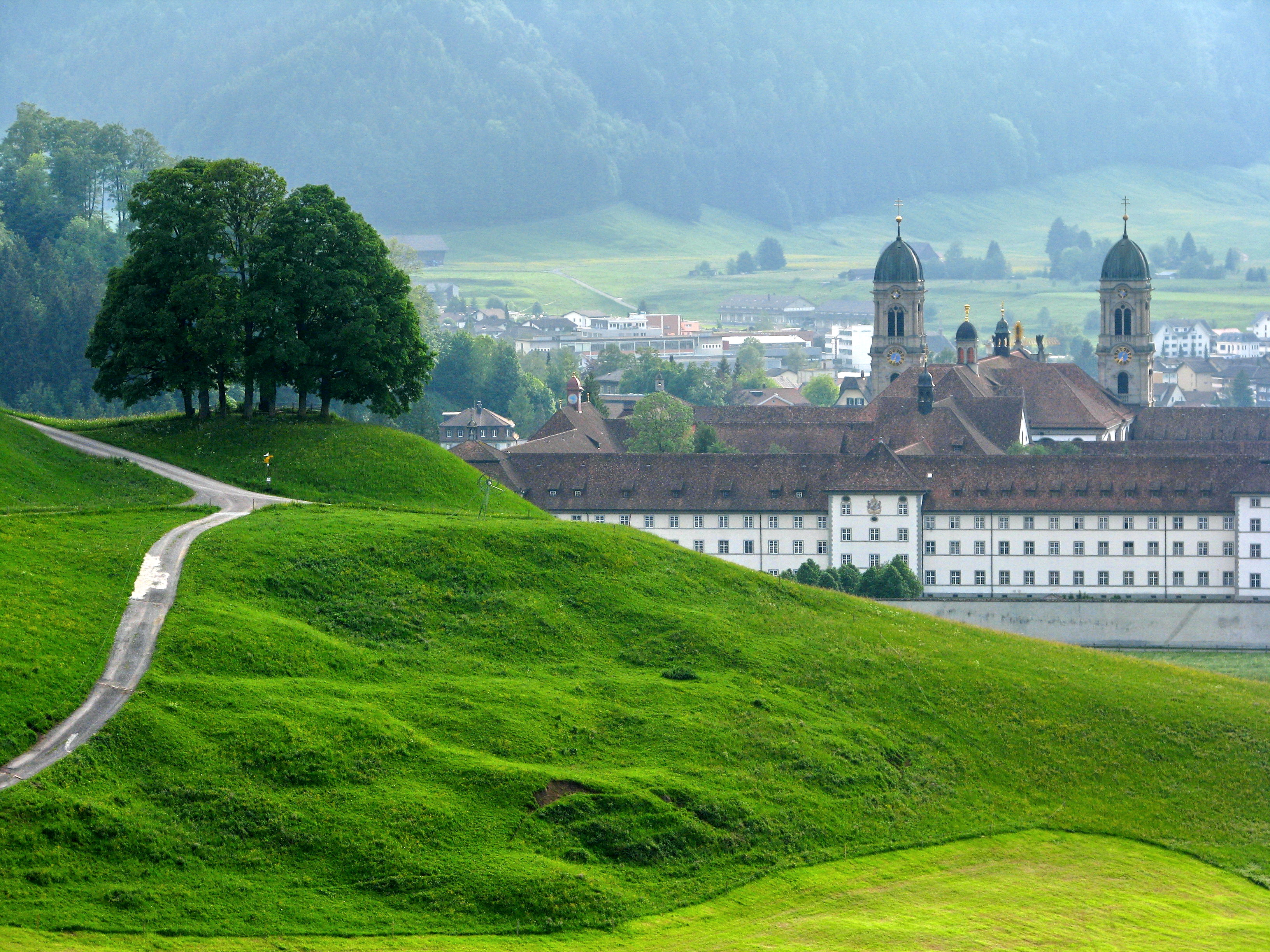
Klášter v pozadí

Rozsáhlá barokní budova s kostelem Panny Marie a svatého Mořice z let 1719–1735 stojí na náměstí naproti radnici. Pozdně barokní kostel podle plánů J. Moosbruggera patří mezi nejvýznamnější barokní stavby ve Švýcarsku. Má výrazně plastické průčelí se dvěma věžemi, vnitřek je bohatě vyzdoben a na stropě jsou rozsáhlé fresky od bratří Asamů. U vchodu stojí kaple s černou Madonou, dřevěnou pozdně gotickou soškou, kterou za staletí úplně pokryly saze ze svíček. Od 17. století má soška zvonovité vyšívané roucho podle španělského zvyku.

## Knihovna

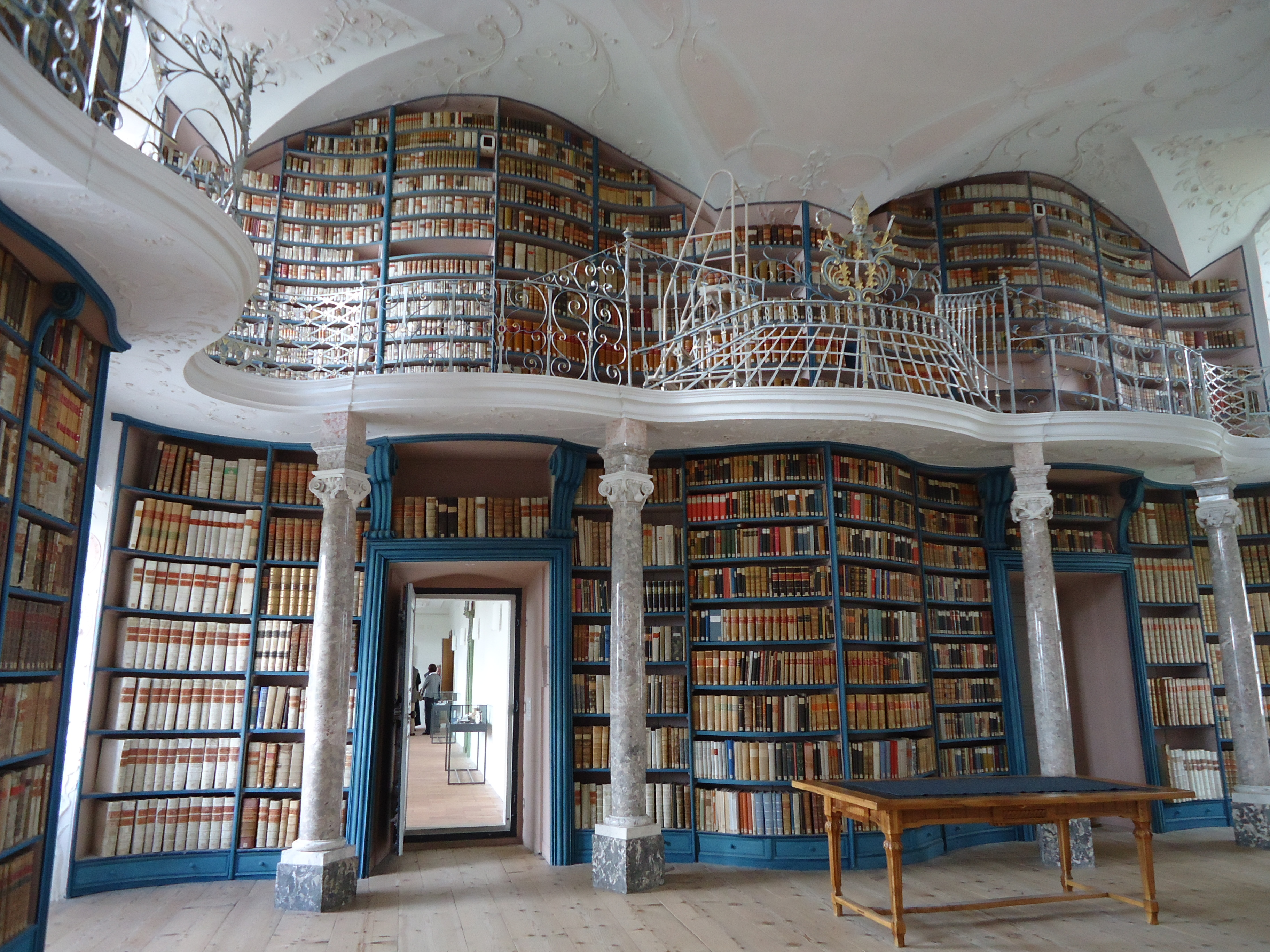
Klášterní knihovna

V klášteře byla od počátku významná písařská škola a z doby jejího vrcholu koncem 10. století se dodnes zachovalo 67 iluminovaných rukopisů v knihovnách po celém světě. V současnosti má knihovna asi 250 tisíc knih, 1230 rukopisů a 1040 prvotisků. Zvláště významné jsou rukopisy se záznamem církevního zpěvu v neumách z 10. století, jedny z nejstarších notových záznamů vůbec.
Klášter provozuje také známé humanistické gymnázium.